# Виная
Вина́я (пали, санскр. विनय, «дисциплина», «правила») — свод правил и распорядка буддийской монашеской общины (сангхи), зафиксированный в канонических сочинениях (Трипитака).
В основе винаи лежит система правил пратимокши (санскрит), или патимоккхи (пали). По мере возникновения новых направлений буддизма образовались различные варианты винаи, соответствующие этим направлениям.
1. Виная тхеравады принята в Шри-Ланка, Мьянме, Лаосе, Камбодже и Таиланде, состоит из 227 правил для бхикшу (монахов-мужчин) и 311 правил для бхикшуни (монахинь).
2. Буддисты Китая, частично Японии и Кореи следуют Винае школы дхармагуптака с 250 правилами для монахов и 348 для монахинь.
3. Буддисты Тибета и частично Японии следуют Винае муласарвастивады с 253 правилами для монахов и 354 для монахинь.

По причине необычайной важности Винаю иносказательно называют «Основой Дхармы».

## Передачи Винаи
Существуют некоторые разногласия по поводу преемственности в передаче Винаи. В «thub pa’i dgongs pa’i rgyan» Чжигмэ Чжуннэ Бэпа сказано, что после разделения на 18 школ многие стали сомневаться в легитимности передачи традиций Винаи. Учёные-винаядхары выделили 10 посвящений в монахи:
1. Естественные монахи (тиб. rang byung nyid) — Будда, пратьекабудды,
2. Вступившие в состояние арьи (без изъянов) — Аджания Каундинья, Ашваджита, Бхадрика и другие,
3. Посвящение «приходящего монаха» — Яшас,
4. Принявшие Будду как Учителя — Махакашьяпа,
5. Порадовавшие Будду правильным ответом — Судатта,
6. Принявшие 8 заветов-шила — Махапраджпати,
7. Принявшие монашество через посланника — Дхармадатта,
8. Через собрание 5 винядхар на благо жителей соседних стран,
9. Через собрание 10 винаядхар — как в стране Мадхьядэша,
10. Повторившие формулу Трёх прибежищ.

Эти изыскания имели целью показать, что традиции Винаи отражают не просто слова Будды, но и их смысл.

## Линии передачи традиций Винаи вТибете
1. Нагарджуна — Бхавья — Шригупта (Палбэ) — Джнянагарабха — Шантаракшита — Ба Ратну — Гёнпа Рэбсэл — Лумэ и другие. Распространена в Каме и У-Цанге.
2. Пандита Дхармапала — Три Палы — Гьялвэ Шэраб из Шаншуна. Это Линия Высшей Винаи (вайли: stod 'dul ba).
3. Нагарджуна — Гунамати — Ратнамитра — Шри Дхармапала — Гунасагара — Дхармамала — Акарагупта — махапандита Шакьяшрибхадра — многие другие — Сакья Панчен — Доржепэл и Жанчубпэл — многие другие — Цзонхава.